# Karl Bruckner
Karl Bruckner (Vienna, 9 gennaio 1906 – Vienna, 25 ottobre 1982) è stato uno scrittore austriaco.
Impegnato per la pace, il dialogo internazionale e la giustizia sociale, concentrò la sua produzione nella narrativa per ragazzi.

## Biografia
Bruckner finì la scuola in terza media. Imparò il mestiere di meccanico, ma durante le due guerre si trasferì in Brasile. Solo alla fine del 1937 tornò a Vienna. Nel 1946 cominciò a scrivere, e quasi subito divenne uno scrittore molto conosciuto in Austria. Già da bambino si appassionò al calcio, in particolare alla squadra austriaca “Fetzenlaberl”; infatti uno dei suoi più grandi successi fu “Die Spatzenelf” che parla di 11 ragazzi che giocano a calcio. Nel 1963 gli venne assegnato il titolo di professore.

## Opere
- Das wunderbare Leben. Ein Zukunftsroman aus dem Jahrek 2443, 1948
- Der Diamant des Tobias Amberger, 1948
- Die Spatzenelf, 1949
- Pablo, der Indio, 1949
- Die große Elf, 1951
- Die Wildspur, 1951
- Mein Bruder Ahual, 1952
- Der Häuptling und seine Freunde, 1952
- Olympiade der Lausbuben, 1952
- Giovanna della palude (Giovanna und der Sumpf, 1953); Milano, Mursia, 1969
- Die Trommel des Kannibalen, 1954
- Scarley wird gefährlich, 1954
- Scarley auf der Robinsoninsel, 1955
- Il morto risorto, 1955
- Gli scugnizzi (Die Strolche von Neapel, 1955); traduzione di Eugenia Martinez; [illustrazioni di Emanuela Wallenta, tavole a colori di Maria Grazia Raffaelli], Torino, G. B. Paravia, 1967
- Der Weltmeister, 1956
- Il faraone d'oro (Der goldene Pharao, 1957);  Novara, De Agostini Scuola, 1998, ISBN 978-88-415-5504-0.
- La vittoria dei tempi nuovi (Lale, die Türkin, 1958); Brescia, La Scuola, 1968
- Viva Mexico (Viva Mexiko, 1959); Milano, La Sorgente, 1967
- Ein Auto und kein Geld, 1960
- Giovanna, 1960
- Il gran sole di Hiroscima (Sadako will leben, 1961);  Firenze, Giunti, 2000, ISBN 978-88-09-01503-6.
- Uomini e robot (Nur zwei Roboter?, 1963); traduzione di M. Ciarpaglini, L'Alfiere 32, Editrice La Scuola, 1963
- In diesen Jahren. Wien 1945-1965, 1965
- Der Zauberring, 1966
- Uomo senz'armi (Mann ohne Waffen, 1967); traduzione di Eugenia Martinez, Brescia, La Scuola, 1972
- Insieme piantiamo l'ulivo (Yossi und Assad, 1971)
- Der Sieger, 1973
- Sadako will leben (Neuauflage), 2004
- Terra calda (Heisse Erde); Brescia, La scuola, 1968